# Isoperimetrischer Punkt

Isoperimetrischer Punkt P, Inkreismittelpunkt I, Gergonne-Punkt G, Punkt gleichen Umwegs T

Der isoperimetrische Punkt ist ein ausgezeichneter Punkt in einem Dreieck ABC. Es handelt sich um den Punkt P in diesem Dreieck, für den die Teildreiecke PBC, PCA und PAB gleichen Umfang haben. Der isoperimetrische Punkt hat die Kimberling-Nummer X(175).

## Eigenschaften

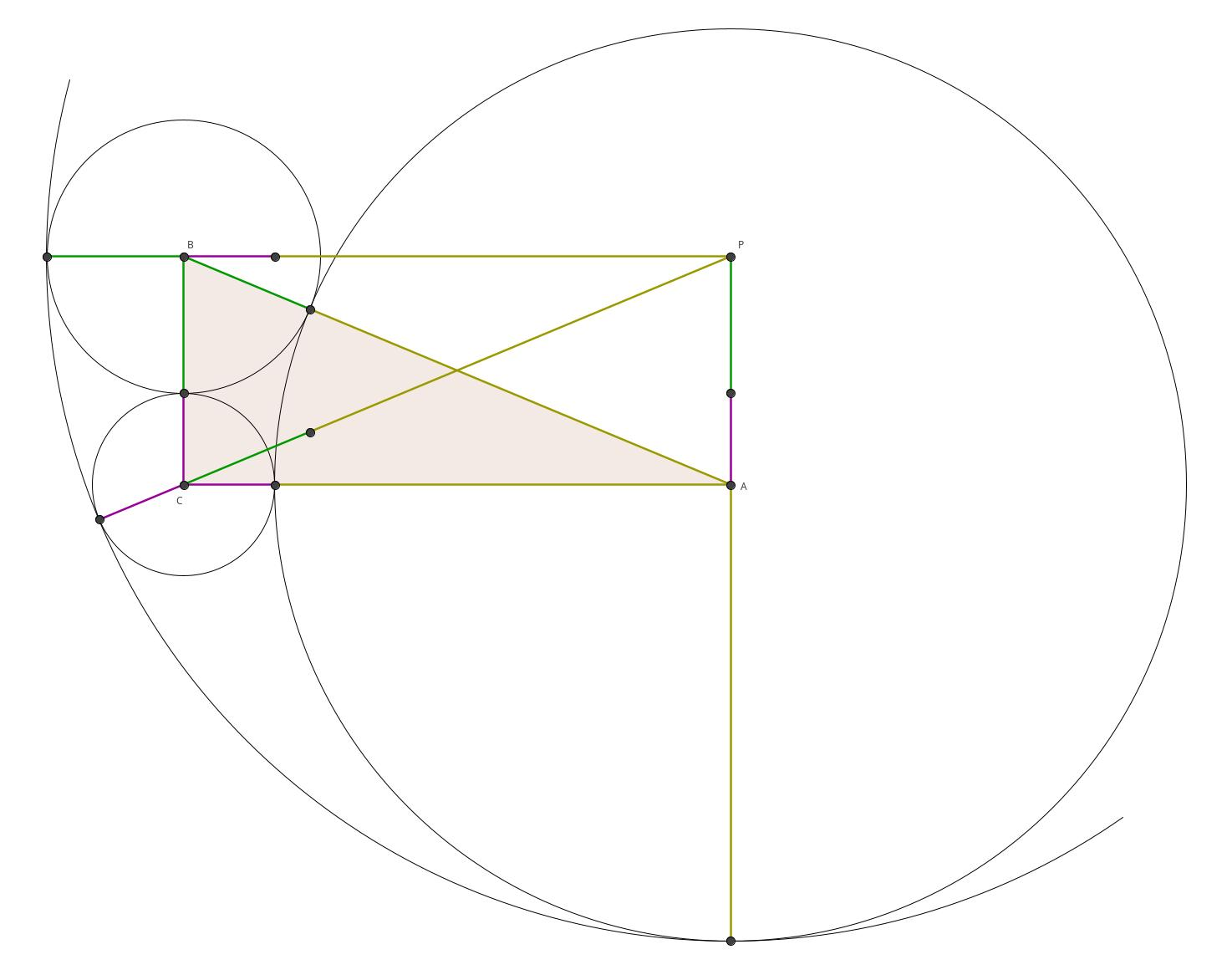
Isoperimetrischer Punkt im rechtwinkligen Dreieck

- Der isoperimetrische Punkt ist harmonisch verwandt zum  Punkt des gleichen Umwegs in Bezug auf den Inkreismittelpunkt und den Gergonne-Punkt und somit kollinear zu diesen drei Punkten.
- Die Umfänge von PBC, PCA und PAB betragen {\displaystyle {\tfrac {2\triangle }{\left\vert 4R+r-(a+b+c)\right\vert }}} und sind gleich dem Durchmesser des äußeren Soddy-Kreises.
- Der isoperimetrische Punkt existiert genau dann, wenn der Umfang von ABC größer ist als {\displaystyle 4R+r}, wobei {\displaystyle R} der Radius des Umkreises und {\displaystyle r} der Radius des Inkreises ist.
- In einem rechtwinkligen Dreieck existiert der isoperimetrische Punkt immer und ist er besonders einfach zu finden. Der Radius des äußeren Soddy-Kreises ist in dem Fall gleich dem Halbumfang.

## Koordinaten
| Isoperimetrischer Punkt ({\displaystyle X_{175}}) | Isoperimetrischer Punkt ({\displaystyle X_{175}}) |
| ------------------------------------------------- | --- |
| Trilineare Koordinaten                            | {\displaystyle \left(\sec {\frac {\alpha }{2}}\cos {\frac {\beta }{2}}\cos {\frac {\gamma }{2}}-1\right):\left(\sec {\frac {\beta }{2}}\cos {\frac {\gamma }{2}}\cos {\frac {\alpha }{2}}-1\right):\left(\sec {\frac {\gamma }{2}}\cos {\frac {\alpha }{2}}\cos {\frac {\beta }{2}}-1\right)} |
| Baryzentrische Koordinaten                        | {\displaystyle \left(a-{\frac {\Delta }{s-a}}\right):\left(b-{\frac {\Delta }{s-b}}\right):\left(c-{\frac {\Delta }{s-c}}\right)} |

Hierbei steht {\displaystyle \Delta } für den Flächeninhalt und {\displaystyle s} für den halben Umfang von ABC.